# Stefan Toschew

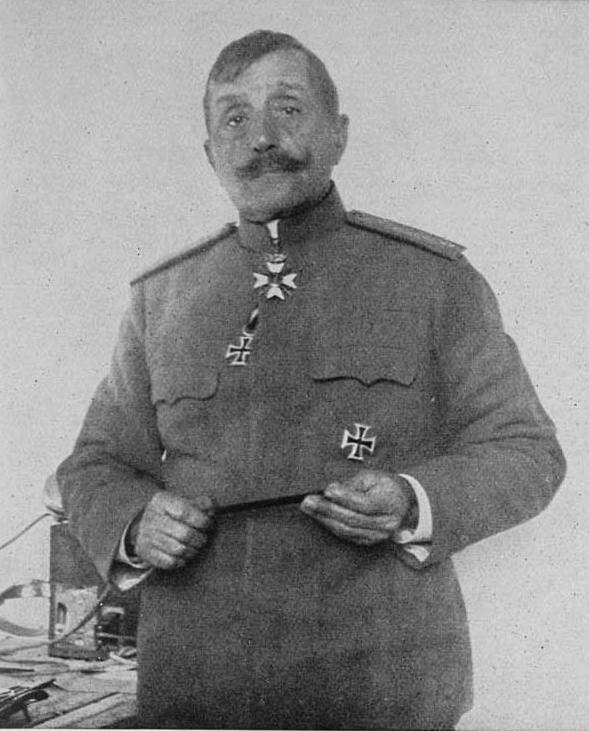
Stefan Toschew (vor 1919)

Stefan Toschew (auch Stefan Toshev, bulgarisch Стефан Тошев; * 18. Dezember 1859 in Stara Sagora; † 27. November 1924 in Plowdiw) war ein bulgarischer General im Ersten Weltkrieg.

## Leben
Toschews Mutter war Lehrerin während der Zeit der Nationalen Wiedergeburt. Er meldete sich während des Russisch-Türkischen Krieges freiwillig bei den bulgarischen Opalchentsi-Korps und war später als Übersetzer tätig. Am 10. Mai 1879 absolvierte er die Militärschule in Sofia. Dann diente er bei der Polizei von Ostrumelien. Im Serbisch-Bulgarischen Krieg von 1885 diente er als Hauptmann und Bataillonskommandeur.
Später befehligte er das 1. (Sofioter) Infanterieregiment und ab 1908 die 1. (Sofioter) Infanteriedivision. In den Balkankriegen stieg er zum Generalleutnant auf und befehligte im Zweiten Balkankrieg die 5. Armee.
Beim Eintritt Bulgariens in den Ersten Weltkrieg erhielt Toschew den Befehl über die 3. Armee, mit der er die Grenze zu Rumänien in der Dobrudscha verteidigte. Nach dem Kriegseintritt Rumäniens 1916 kämpfte er erfolgreich gegen die verbündeten russisch-rumänischen Truppen. Ende November 1916 wurde er nach Konflikten mit Generalfeldmarschall August von Mackensen durch Stefan Neresow abgelöst und zum Militärgouverneur im besetzten Mazedonien ernannt. Im März 1917 wurde er zum General der Infanterie befördert. Im Juni 1918 erhielt er den Befehl über die 4. Armee in Ost-Thrakien.
Nach dem Ende des Krieges wurde Toschew 1919 in die Reserve versetzt und war dort Vorsitzender der Union der Reserveoffiziere. Er starb im November 1924 in Plowdiw und wurde in Sofia beigesetzt.

## Ehrungen
Im Jahr 1942 wurde der Ort Kasamkjoj in Nordbulgarien zu Ehren von Stefan Toschew in „General Toschewo“ umbenannt.